# Máximo Rodríguez Valverde
León Máximo Rodríguez Valverde est un homme politique espagnol né le 11 avril 1909 à Val de Santo Domingo (province de Tolède) et mort le 9 septembre 1997 à Madrid, membre du Parti socialiste ouvrier espagnol (PSOE).

## Biographie
Máximo Rodríguez Valverde est député de Madrid au Congrès des députés entre 1977 et 1995. En 1979 puis 1982, il préside la séance constitutive de la nouvelle législature, en sa qualité de doyen de l'assemblée.